# Semiothisa conjugata
Semiothisa conjugata är en fjärilsart som beskrevs av Claude Herbulot 1966. Semiothisa conjugata ingår i släktet Semiothisa och familjen mätare. Inga underarter finns listade i Catalogue of Life.